# Brescia Antica
Brescia Antica è un quartiere della parte est del centro storico di Brescia.

## Geografia fisica
Il quartiere occupa la parte orientale del centro storico di Brescia e le case moderne che si sono sviluppate su via Armando Diaz e via XXV Aprile. L'area è delimitata a nord da via Pusterla; a ovest dal pendio del Castello, via X Giornate, corso Zanardelli, via san Martino della Battaglia; a sud da via Lattanzio Gambara e dalla ferrovia Milano-Venezia; a est da via Luigi Cadorna, via Fratelli Lechi e da via Filippo Turati.
Il territorio è dominato a settentrione dal colle Cidneo, mentre la parte meridionale è pianeggiante. I corsi d'acqua che lo percorrono sono perlopiù tombinati nell'area del centro storico. Il torrente Garza percorre l'alveo attorno alle antiche mura all'altezza di via XXV aprile fino al piazzale di Canton Mombello.

## Origine del nome
Il toponimo riprende l'antichità della zona residenziale al cui interno si trovano i resti storici della Brixia romana e della città medioevale (Castello di Brescia, Monastero di Santa Giulia, cattedrale di Santa Maria Assunta e il Duomo vecchio).

## Storia
Dal 1859 al 1923, parte dell'area oggi occupata dal quartiere di Brescia Antica apparteneva in buona parte al I Mandamento di Brescia con annessa Pretura. Tra le differenze: la parrocchia di San Lorenzo è oggi esclusa, mentre il borghetto residenziale fuori Porta Cremona, a nord della ferrovia Milano-Venezia, faceva parte del comune di Sant'Alessandro e, dopo l'annessione di quest'ultimo alla città, rimase nel III mandamento.
Il quartiere di Brescia Antica fu istituito con delibera del consiglio comunale nel 1972, ma solo il 23 giugno 1974 si tennero le prime elezioni del consiglio di quartiere.
Tra il 1977 e il 2007, il quartiere fu assegnano alla Nona circoscrizione e dal 2007 al 2013 a quella del Centro.
Dopo l'abolizione delle circoscrizioni, nel 2014 il consiglio comunale, su impulso della giunta Del Bono, votò per la riattivazione del consiglio di quartiere come organo di decentramento amministrativo. Le prime elezioni del nuovo consiglio si tennero il 14 ottobre del medesimo anno.

## Infrastrutture e trasporti
Data la sua posizione centrale, il quartiere di Brescia Antica è servita da numerose linee della rete di trasporti urbani della città.
L'asse della galleria Tito Speri e di via Mazzini è servita dalle seguenti linee:
- 6 Largo Zanardelli - San Gottardo, con capolinea Monte Maddalena nella stagione estiva
- 7 Caino - Roncadelle
- 10 Concesio - Poncarale
- 11 Botticino - Collebeato
- 17 Costalunga - Castel Mella
- 18 piazzale Beccaria - via Bornata

Lungo gli assi di via XXV aprile e di via Diaz transitano le seguenti linee:
- 3 Mandolossa - Rezzato
- 9 Villaggio Violino - Buffalora
- 12 Fiumicello - San Polo metropolitana
- 14 Volta - Borgosatollo, per le corse che proseguono dalla stazione metropolitana di Volta alla stazione ferroviaria

La linea 18 utilizza autobus da 8 m in grado di transitare per le vie strette del centro storico.